# Ferhat Cerci
Ferhat Cerci (* 2. September 1981 in Hamm) ist ein deutsch-türkischer Fußballtrainer und ehemaliger Profifußballer.

## Karriere

### Spielerlaufbahn
In seiner Jugend spielte Cerci für die Hammer SpVg und rückte 1999 in den Kader der ersten Mannschaft auf. Im Jahre 2001 gab der Stürmer im Trikot des LR Ahlen am 18. Dezember 2001 sein Profidebüt in der 2. Bundesliga, als er in der 81. Spielminute eingewechselt wurde. Zu Beginn der Saison 2003/04 wechselte Cerci zum SV Lippstadt 08. Dort wurde Arminia Bielefeld auf ihn aufmerksam und verpflichtete den Stürmer in der darauf folgenden Spielzeit, wo er unter anderem sein einziges Spiel in der Bundesliga absolvierte. Eine Saison später wechselte er zu Kickers Emden, aber nach zwei Jahren folgte schon der nächste Wechsel. Dieses Mal zog es ihn in die Türkei, zu Kocaelispor, wo er jedoch kein einziges Spiel bestritt. Cerci kehrte wieder nach Deutschland zurück und unterschrieb im Januar 2008 einen Vertrag bei den abstiegsgefährdeten Stuttgarter Kickers. Nachdem er mit ihnen die Klasse halten konnte, versuchte Cerci sein Glück für zwei Jahre erneut in der Türkei, diesmal bei Eyüpspor und Tarsus İdman Yurdu, ehe er wieder zu seinem Heimatverein zurückkehrte.

### Trainerlaufbahn
Im Sommer 2014 endete Cercis Karriere als Profi-Fußballspieler. In verschiedenen Trainerfunktionen blieb er bis zum Sommer 2016 weiter für die Hammer SpVg aktiv. Die folgenden anderthalb Jahre bis zur nächsten Trainerstation überbrückte er als Spieler in der Kreisliga A, bei der dritten Mannschaft der Hammer SpVg.
In der Winterpause der Saison 2017/18 übernahm Cerci, vor den Toren von Hamm, die Trainertätigkeit beim Kreisligisten IG Bönen, mit dem er bisher zweimal aufstieg und in der Saison 2019/20 in der Landesliga spielt.
Der A-Lizenz Inhaber schaffte mit seiner Mannschaft in der Saison 2021/2022 dann den dritten Aufstieg mit 20 Punkten Vorsprung zum zweitplatzierten in die Westfalenliga. 